# Papiro 27

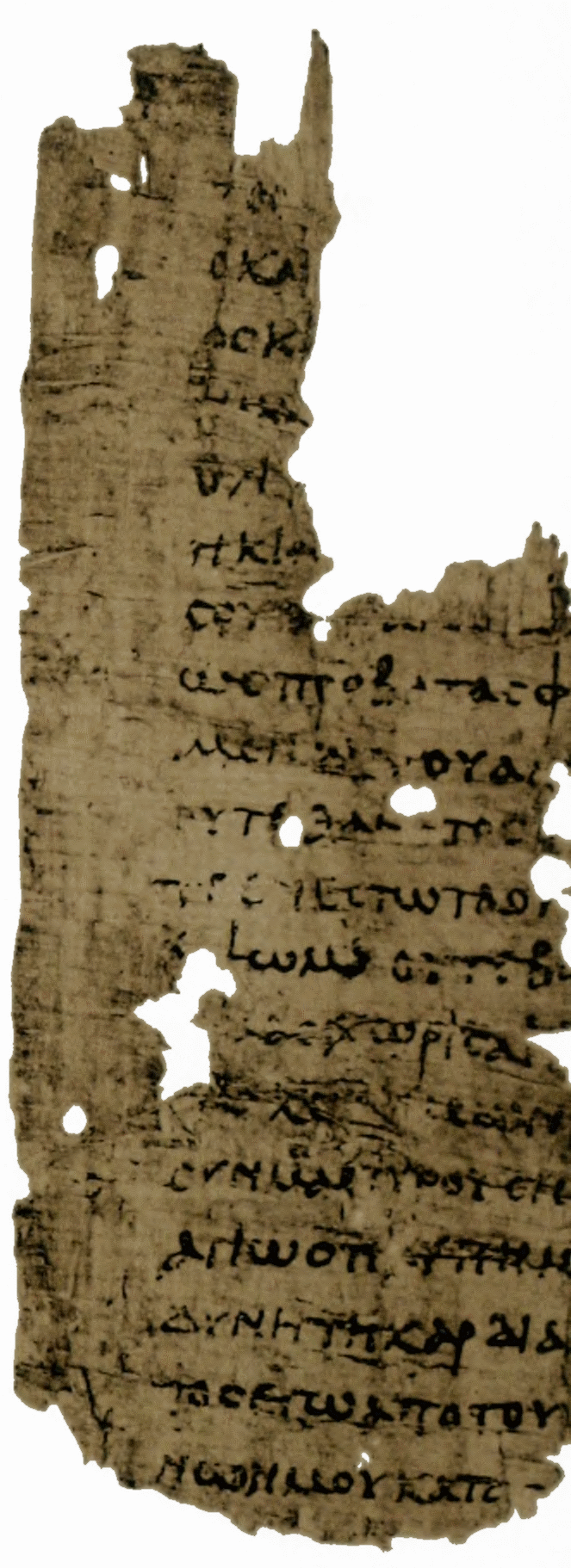
El fragmento más grande de los dos que componen el 𝔓^{27}, recto (lado frontal)

El Papiro 27 (en la numeración Gregory-Aland), designado como 𝔓27, es una copia antigua del Nuevo Testamento en griego. Es un manuscrito en papiro de la carta a los Romanos, contiene únicamente Romanos 8:12-22.24-27; 8:33-9:3.5-9. El manuscrito ha sido asignado paleográficamente a principios del siglo III. Está escrito en 43 líneas por página. El escriba de este manuscrito también podría haber escrito el  𝔓20.

## Texto
El texto en griego de este códice es una representación del tipo textual alejandrino. Aland lo ubicó en la Categoría I. Este manuscrito muestra coincidencia con el Códice Sinaítico, Vaticano y otros testimonios del tipo textual alejandrino.

## Historia
El manuscrito fue descubierto en Oxirrinco por Grenfell y Hunt, publicaron el texto en 1915. En la lista encontrada en Oxirrinco se dijo que era el 1935. Actualmente está guardado en la Biblioteca de la Universidad de Cambridge (Add. 7211) en Cambridge.

## Lectura adicional
- B. P. Grenfell & A. S. Hunt, The Oxyrhynchus Papyri XI, (Londres 1915), pp. 9-12.

- Datos: Q2051033
- Multimedia: Papyrus 27 / Q2051033